# Oceanitat

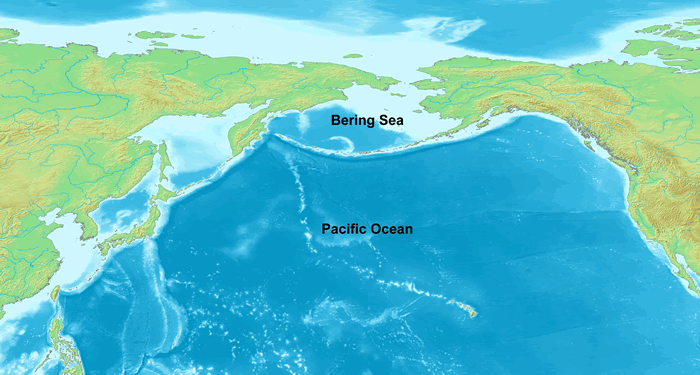
L'estret de Bering, una de les àrees de la Terra amb clima marcat per una gran oceanitat

L'oceanitat és una mesura de grau d'afectació del clima d'un determinat punt geogràfic pels efectes de la mar, és el contrari de la continentalitat.

## Índex d'oceanitat (índex de Kerner)
El 1905, Kerner va proposar un índex d'oceanitat. Aquest índex representa la proporció de la diferència mitjana mensual de temperatura de l'aire entre octubre i abril, i la diferència entre les temperatures mitjanes mensuals dels mesos més càlids i freds. Els valors petits o negatius indiquen una continentalitat elevada, mentre que els valors elevats indiquen les condicions climàtiques marines. L'índex d'oceanitat (KOI, Kerner Oceanity Index) es va formular de la següent manera: 
{\displaystyle KOI=100(Toct-Tabr)\div T\max -T\min } on T oct i T abr són la temperatura mitjana mensual a l'octubre i a l'abril, respectivament, T max i T min són les temperatures mitjanes, màximes i mínimes, dels mesos més freds de l'any(amplitud tèrmica). Aquest índex es basa en el supòsit que, per causa de la major inèrcia tèrmica de l'aigua en els climes marins, les aigües són més fredes que les temperatures de la tardor, mentre que en els climes continentals les aigües tendeixen a mostrar temperatures més altes o similars a les de la tardor. L'oceanitat del clima augmenta amb els valors de l'índex. Els valors petits o negatius mostren condicions climàtiques continentals, mentre que els valors grans indiquen un clima oceànic o marí (menor o igual a -10 = hipercontinental; de −9 a 0 = continental; de l'1 al 10 = subcontinental; de 11 a 20 = oceànic; i de 21 a 50 = hiperoceànic).
L'oceanitat més alta a l'hemisferi nord, es va observar a les terres costaneres de l'oceà Àrtic, Atlàntic Nord, Mediterrani i Extrem Orient. L'índex més baix correspon a la part interior d'Euràsia (especialment Àsia central i l'altiplà tibetà), les praderies del Canadà i el Yukon. Aquesta variació espacial de l'index d'oceanitat es pot explicar en part per les diferències de temperatura de la superfície del mar a l'octubre i l'abril, perquè la temperatura de l'aigua a l'octubre és superior a la d'abril a l'Àrtic, a l'Atlàntic Nord, al Mediterrani etc. Moltes zones costaneres, a altes latituds, durant el mes d'abril son cobertes de gel marí, però a l'octubre son lliures de gel.